# مصطفى الشيمي
مصطفى الشيمي (1 أغسطس 1989) روائي وقاص مصري، وكاتب سيناريو، وكاتب مسرحي، وكاتب أدب طفل، وباحث، ومدرس لفن الكتابة الإبداعية. يعد علامة بارزة بين كتاب جيله، ودائمًا ما توصف كتابته بأنها مشاغبة ومثيرة للجدل، إضافة إلى أنها كتابة تجريبية، غير اعتيادية. فاز بالعديد من الجوائز الأدبية الرفيعة في الوطن العربي، من بينها جائزة كتارا للرواية العربية، وجائزة أخبار الأدب، وجائزة دبي الثقافية. صدر له ثلاث مجموعات قصصية، وروايتان، ورواية لليافعين، وأكثر من مئة قصة مصورة للأطفال ولليافعين.

## 1- حياته
وُلد مصطفى الشيمي بجنوب مصر، نجع حمادي، محافظة قنا 1-8-1989 وعاش هناك، حتى بدأ رحلته في الكتابة بالقاهرة عندما التحق بكلية الإعلام، جامعة مصر للعلوم والتكنولوجيا عام 2006.  بدأ الكتابة في المنتديات الإلكترونية التي كانت منتشرة أنذاك، معلنة عن ميلاد جيل جديد مختلف عن أجيال أندية الأدب وقصور الثقافة.
عام 2018، تولى منصب سكرتير تحرير مجلة عالم الكتاب، الصادرة عن الهيئة العامة المصرية للكتاب، تحت رئاسة تحرير د.زين عبد الهادي. وفي العام نفسه التحق بالمعهد العالي للنقد الفني، التابع لأكاديمية الفنون المصرية كطالب دراسات عليا، بدبلومة النقد الفني. ودرس على أيدي د.سامح مهران، د.سمية رمضان، د.شاكر عبد الحميد.
عمل مع العديد من المنصات العربية المهتمة بأدب الطفل، وقدم عشرات القصص المصورة للأطفال ولليافعين، منها قصص للتوعية ضد الحروق مع مؤسسة أهل مصر. وعمل أيضًا محاضرًا ومدربًا لتعليم الكتابة الإبداعية مع أكاديمية نصوص.

## أعماله
في الروايات، صدرت له روايتين، الرواية الأولى «حي» مع دار العين للنشر 2014، والرواية الثانية «سورة الأفعى» التي أعلنت عن طاقته السردية الجبارة، عن منشورات الربيع، عام 2017.
في المجموعات القصصية، صدر له ثلاث كتب. الأول «مصيدة الفراشات»، الحائز على جائزة المركزية لقصور الثقافة، عن هيئة قصور الثقافة 2016، والثاني «بنت حلوة وعود» الحائز على جائزة دبي الثقافية 2016، عن منشورات الربيع، والثالث «هكذا تكلم الذئب» عن منشورات الربيع 2019.
في روايات اليافعين، صدرت له رواية «القط الأسود» الحائزة على جائزة كتارا للرواية العربية فرع اليافعين، عن دار كتارا للنشر 2020.
ورواية شهرزاد .. بضع ليال أخرى عن دار الشروق للنشر والتوزيع 2024
وفي القصص المصورة، صدرت له:
الفارابي: العصفور الذي طار عاليا، منصة المفكرون  الصغار.
الخوارزمي: عاشق الأرقام، منصة المفكرون الصغار.
ملالا: أغنية للأطفال، منصة المفكرون الصغار.
إينشتاين: منصة المفكرون الصغار.
إبن سينا: منصة المفكرون الصغار.
إبن بطوطة: منصة المفكرون الصغار.
إبن الهيثم: منصة المفكرون الصغار.
الأرض الموعودة: منصة عصافير.
بيجاد ومصنع الأحلام: منصة عصافير.
ذات الأنف الأزرق: منصة عصافير.
قمر الحاوي الصغير: منصة عصافير.
مملكة الزرقاء: منصة عصافير.
الأرنب هو الثعلب: منشورات إيبيدي.
أرض الميلاد: منصة عصافير.
سمكة وفقاعة ماء: منصة عصافير.
صندوق الرجل الميت: منصة عصافير.
عصفورة الرجل المرهف: منصة عصافير.
ملك في مدينة العجائب: منصة عصافير.
قارئة الودع: منصة عصافير.
قبعة الحاوي: منصة عصافير.
متجر الأقنعة: منصة عصافير.
الفأرة البيضاء: منصة عصافير.
ساعة رمل: منصة عصافير.
الأميرة والفارس النحيل: منصة المفكرون الصغار بالتعاون من مؤسسة أهل مصر.
هند وشعلة النار: منصة المفكرون الصغار بالتعاون من مؤسسة أهل مصر.
طائر العنقاء: منصة المفكرون الصغار بالتعاون من مؤسسة أهل مصر.
أبطال الكشافة: منصة المفكرون الصغار بالتعاون من مؤسسة أهل مصر.
طيور العُقاب السوداء: منصة عصافير.
الذئب المنبوذ: منصة عصافير.
عقارب الساعة السامة: منصة عصافير.
عملة الحظ: منصة عصافير.
ذو الساقين الطويلتين: منصة عصافير.
كلاب المدينة: منصة عصافير.
الديك الأعظم: منصة عصافير.
السيدة اللطيفة: منصة عصافير.
مسرح العرائس: منصة عصافير.

## 3- الجوائز والمنح[15]
2020 القائمة القصيرة لجائزة الهيئة العربية للمسرح، عن مسرحية «شبيك لبيك أيها الجني».
2019 جائزة كتارا للرواية العربية، فرع الفتيان، عن رواية القط الأسود.
2019 القائمة القصيرة لجائزة الهيئة العربية للمسرح، عن مسرحية للطفل «ملك في مدينة العجائب».
(2018,2017,2019,2020) منحة التفرغ عن وزارة الثقافة المصرية.
2018 القائمة القصيرة لجائزة الهيئة العربية للمسرح، عن مسرحية للطفل «القفص الذهبي»
2017 القائمة القصيرة لجائزة ساويرس الثقافية، دورة 2017، عن رواية سورة الأفعى.
2016، جائزة أخبار الأدب، الدورة الثانية، عن رواية باب الغريب.
2016 جائزة الهيئة المركزية لقصور الثقافة، دورة فؤاد قنديل، عن مجموعة مصيدة الفراشات.
2015 جائزة دبي الثقافية، عن مجموعة الحياة خارج التلفاز (بنت حلوة وعود)
2015 جائزة المجلس الأعلى للثقافة – المواهب الأدبية، دورة بهاء طاهر، عن مجموعة ليلى والفراشات.
2012 جائزة الهيئة المركزية لقصور الثقافة المصرية، دورة خيري شلبي، عن مجموعة عاهرة القمر.
2012 جائزة مركز طلعت حرب الثقافي عن قصص مالبورو أحمر، موني، حزن النخيل.
2012 جائزة دار جان للنشر الألمانية عن قصة إنجيل يهوذا.
2012 جائزة مركز رامتان الثقافي (متحف طه حسين) عن قصة شبق الياسمين.
2010 جائزة مركز رامتان الثقافي (متحف طه حسين) عن قصتي الكرسي الهزاز، وذات شتاء.
2010 القائمة القصيرة لجائزة كتاب اليوم، أخبار اليوم، عن مجموعة فراشات ملونة.
2009 جائزة كتاب جديد في السوق، عن قصة فوق رؤوس الموتى.

## 4- نقد ودراسات عن الروائي
- تناول الناقد الأكاديمي د.صلاح السروي رواية سورة الأفعى ضمن أعمال روائية أخرى في ورقة بحثية بعنوان «الرؤية الشبحية في الرواية المصرية»، في ملتقى القاهرة الدولي السابع للإبداع الروائي العربي عن الرواية في عصر المعلومات.
- تناول الناقد الأكاديمي د.شريف حتيتة رواية سورة الأفعى ضمن أعمال روائية أخرى في ورقة بحثية بعنوان «الاضطراب في خلق العالم الروائي»، في ملتقى القاهرة الدولي السابع للإبداع الروائي العربي عن الرواية في عصر المعلومات.
- تناولت الباحثة الأكاديمية د. دعاء عبد الحميد عبد العزيز رواية سورة الأفعى ضمن أطروحتها للدكتوراه بعنوان "سرد ما بعد الحداثة بين الرواية العربية والإنجليزية: دراسة في نماذج مختارة"، المقدمة إلى قسم الدراسات الأدبية والنقدية بكلية الآداب، جامعة حلوان، تحت إشراف د. صلاح محمود السروي، ود. رشا السيد جودة صالح، ود. إيمان السيد عبد اللطيف رسلان.

## 5- وصلات خارجية
مصطفى الشيمي على موقع goodreads
مصطفى الشيمي على موقع جائزة كتارا للرواية العربية